# Schizochilus gerrardii
Schizochilus gerrardii là một loài thực vật có hoa trong họ Lan. Loài này được (Rchb.f.) Bolus miêu tả khoa học đầu tiên năm 1889.